# Torn Arteries
Torn Arteries è il settimo album in studio del gruppo musicale inglese Carcass, pubblicato il 17 settembre 2021 dalla Nuclear Blast.

## Tracce
1. Torn Arteries – 4:00
2. Dance of Ixtab (Psychopomp & Circumstance March No. 1 In B) – 4:29
3. Eleanor Rigor Mortis – 4:14
4. Under the Scalpel Blade – 3:55
5. The Devil Rides Out – 5:22
6. Flesh Ripping Sonic Torment Limited – 9:42
7. Kelly's Meat Emporium – 3:23
8. In God We Trust – 3:57
9. Wake Up and Smell the Carcass / Caveat Emptor – 4:36
10. The Scythe's Remorseless Swing – 5:20

## Formazione

### Gruppo
- Jeff Walker – voce, basso
- Bill Steer – chitarra, voce addizionale
- Tom Draper – chitarra
- Daniel Wilding – batteria

## Classifiche
| Classifica (2021) | Posizione massima |
| ----------------- | ----------------- |
| Croazia           | 17                |
| Grecia            | 59                |
| Italia            | 66                |
| Regno Unito       | 62                |
| Svizzera          | 19                |